# Појава
Појава или феномен (грч. φαινόμενoν) је свако појављивање које се може посматрати. Појаве се често, али не увек, дефинишу као „ствари које се манифестују” или „искуства” за свесна бића.

## Филозофија
Појава (или феномен) је у развоју филозофске мисли попримио различита значења: збивање за разлику од ствари; испољавање у свести нечега изван свести, а што је „о себи” непознато; садржај свести; по Платону то је чулни стварни свет као рефлекс (одраз) идејног (интелигибилног) света; по Канту то су појаве, уколико се схватају не као пуки привид већ као предмети на основу јединства категорија, а за разлику од „ствари о себи” („ноуменон”).

## Наука

### Физика
Свака физичка појава представља кретање материје. Међутим није свако кретање материје физичка појава. Под физичким појавама подразумевамо она кретања материје која су нам битна за суштиско разумевање природних закона тј. саме природе.